# Люльки
Люльки — деревня в Можайском районе Московской области, в составе сельского поселения Замошинское. Численность постоянного населения по Всероссийской переписи 2010 года — 22 человека. До 2006 года Люльки входили в состав Семёновского сельского округа.
Деревня расположена на западе района примерно в 31 км к юго-западу от Уваровки, недалеко от границы с Калужской областью, на левом берегу реки Рудня, высота над уровнем моря 229 м. Ближайшие населённые пункты — Горбуны на севере, Кусково на северо-западе и Лобково на юго-западе.